# 新栋布拉德
新栋布拉德（匈牙利語：Újdombrád），是匈牙利索博尔奇-索特马尔-拜赖格州所辖的一个村。总面积10.78平方公里，总人口683，人口密度63.4人/平方公里（2011年1月1日）。